# Elmar Schaubs
Elmar Schaubs (* 22. März 1967; † 24. Juni 2002 in Rostock) war ein deutscher Politiker (CDU) und Landrat von Mecklenburg-Strelitz.

## Leben und Wirken
Schaubs zog 1983 mit seiner Familie nach Burg Stargard und beteiligte sich in der Wendezeit am Runden Tisch der Stadt. 1989 trat er der CDU bei. 1991 wurde er Bürgermeister der Stadt Burg Stargard und gehörte von 1994 bis 2001 dem Kreistag von Mecklenburg-Strelitz an. Von 1999 bis 2001 war er Vorsitzender der CDU-Kreistagsfraktion und wurde 2001 zum Landrat von Mecklenburg-Strelitz gewählt. In der Stichwahl setzte er sich gegen den Amtsinhaber Michael Kautz von der SPD durch. Bis zu seinem Tod war er Präsident der TSG Neustrelitz.
Schaubs war gelernter Kfz-Mechaniker und absolvierte 1992 einen sechsmonatigen Lehrgang in Verwaltungsrecht und von 1993 bis 1995 ein Fernstudium zum Verwaltungsbetriebswirt, um für seine kommunalpolitische Tätigkeit qualifiziert zu sein.
Als Freizeitsportler nahm er am 15. Juni 2002 am Tollensesee-Lauf in Neubrandenburg teil und brach nach dem Zieleinlauf bewusstlos zusammen. Eine Woche später verstarb er in der Hansestadt Rostock.
Schaubs war verheiratet und hatte drei Kinder.

## Ehrungen
Der Rassekaninchenzuchtverein M 26 Burg Stargard und Umgebung vergibt für die beste Zuchtgruppe von Mecklenburg-Vorpommern sowie Berlin und Brandenburg den Elmar-Schaubs-Gedächtnispokal. Der Wanderpokal wurde vom ehemaligen Kreistagspräsidenten Stefan Rudolph gestiftet.
Der Schützenverein Burg Stargard veranstaltet jährlich ein Schießen um den Wanderpokal des Bürgermeisters Elmar Schaubs.